# Militärputsch und Regierungsbildung im Sudan 2019

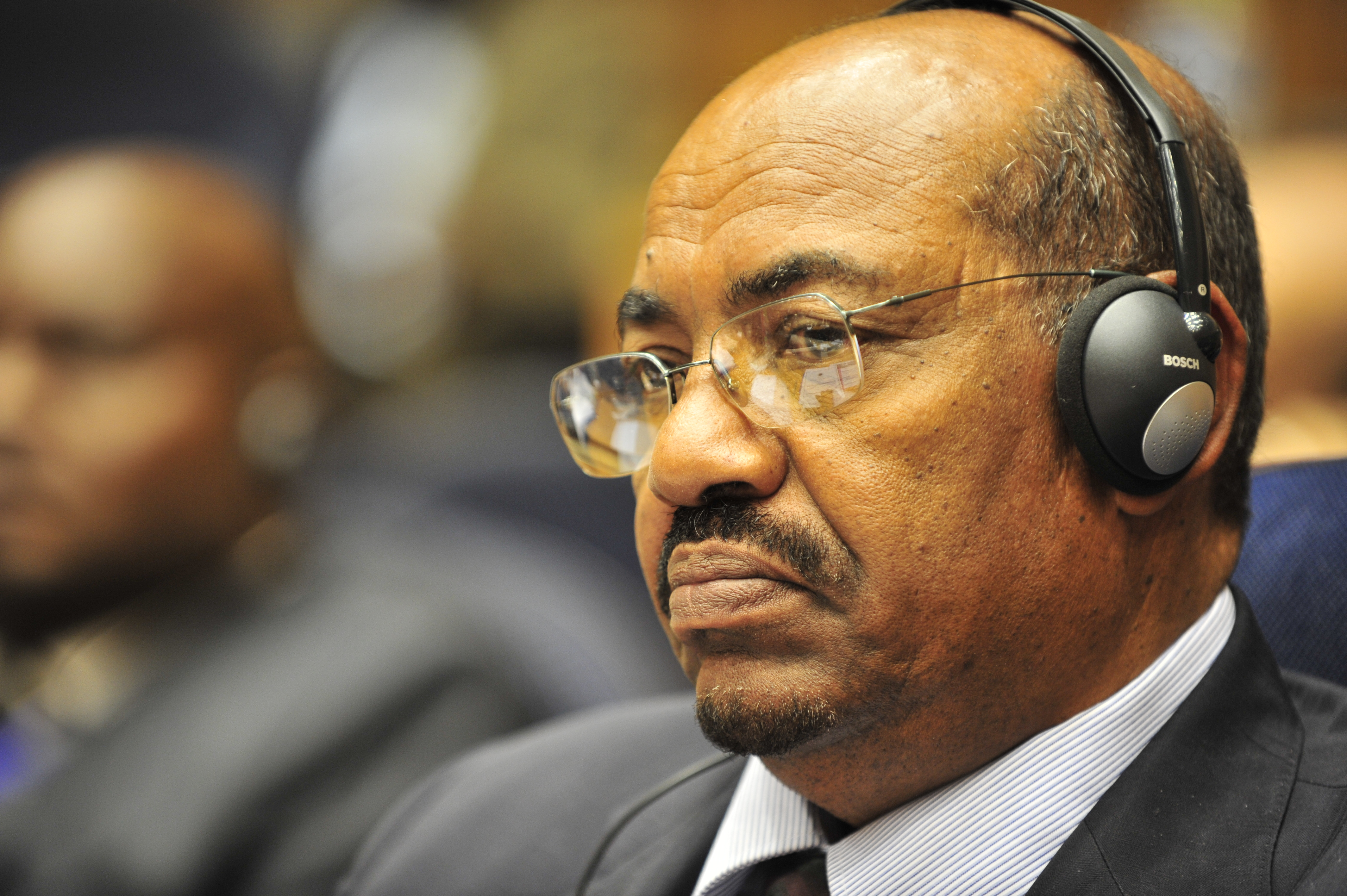
Umar al-Baschir (2009)

Am 11. April 2019 kam es zu einem Militärputsch im Sudan, in dessen Rahmen der langjährige Staatspräsident des Landes Umar al-Baschir abgesetzt wurde. In der Folge kam es zu einem Machtkampf zwischen Armee und zivilen Oppositionsgruppen, bei dem Anfang Juni nach Angaben von Ärzten mehr als 100 Oppositionelle erschossen wurden. Am 5. Juli 2019 einigten sich Militärrat und Opposition schließlich auf die Bildung einer gemeinsamen Übergangsregierung, im August bzw. September wurden Souveräner Rat und Regierung gebildet.

## Geschichte

### Vorgeschichte
Vorangegangen waren landesweite Demonstrationen, die im Dezember 2018 begonnen und zunehmend an Intensität gewonnen hatten. Sie hatten sich zunächst gegen eine drastische Erhöhung der Brotpreise und gegen Korruption, dann aber zunehmend gegen den autoritär herrschenden Präsidenten Umar al-Baschir gerichtet. Anfang April kam es zu Auseinandersetzungen zwischen Demonstranten und Polizei bzw. Sondermilizen – den Nachfolgern der Dschandschawid – mit zahlreichen Toten. Dabei stellte sich das Militär teilweise auf die Seite der Demonstranten. Ab dem 6. April kam es zu Sitzblockaden vor dem Hauptquartier der Armee. Nach Angaben der BBC gingen die Proteste von Frauen aus; rund siebzig Prozent der Demonstranten seien Frauen.

### Ablauf
Am 11. April 2019 gab Vizepräsident und Verteidigungsminister Awad Mohamed Ahmed Ibn Auf im staatlichen Fernsehen bekannt, dass er für eine zweijährige Übergangsperiode, an deren Ende freie Wahlen stehen sollten, die Macht übernehmen werde. Er teilte mit, dass es Bestrebungen gebe, an der Spitze des Staates einen Militärrat einzurichten. Ibn Auf rief zugleich einen dreimonatigen Ausnahmezustand aus. Der 75-jährige al-Baschir wurde abgesetzt und stand vorerst in seiner Residenz unter Bewachung. Zahlreiche hochrangige Regierungsmitglieder und frühere Amtsträger, darunter der ehemalige Verteidigungsminister Abdel Rahim Mohammed Hussein sowie Ahmad Harun, wurden festgenommen. Noch am selben Abend wurde Awad Ibn Auf als Vorsitzender des Militärrats (Transitional Military Council, TMC) vereidigt, als Stellvertreter Generalstabschef Gamal Abdel-Maruf ernannt.

### Folgen

#### Schicksal des abgesetzten Präsidenten al-Baschir
Al-Baschir wird seit 2008 vom Internationalen Strafgerichtshof in Den Haag per Haftbefehl gesucht, der Militärrat lehnt eine Auslieferung jedoch ab. Nachdem er einige Tage an einem unbekannten Ort festgehalten worden war, wurde al-Baschir in der Nacht zum 17. April in die Haftanstalt Kober im Norden von Khartum verbracht. Auf Verlangen der Demonstranten, dass al-Baschir vor Gericht gestellt wird, hatte die neue Militärregierung dies in Aussicht gestellt. Die Regierung Ugandas hatte dem ehemaligen Präsidenten zuvor Asyl angeboten. Am 18. April 2019 wurden auch zwei Brüder al-Baschirs festgenommen. Al-Baschir wurde der illegale Besitz von Devisen und die Tötung von Demonstranten während seiner Regierungszeit vorgeworfen. Im Juni 2019 wurde er der Korruption beschuldigt. Am 31. August 2019 wurde er wegen des illegalen Besitzes und der Verwendung von Devisen angeklagt.

#### Proteste von Oppositionsgruppen und Verhandlungen
Nachdem die Proteste der Bevölkerung am 12. April 2019 angehalten hatten und es auch im Ausland verbreitet Kritik an der Machtübernahme gegeben hatte, kündigte Awad Ibn Auf bereits einen Tag nach seiner Ernennung seinen Rücktritt an. Sein Nachfolger war Generalinspekteur Abdel Fattah Burhan. Aus Kreisen des Militärrates wurde darauf hingewiesen, dass es keine Bestrebungen gebe, dauerhaft an der Macht bleiben zu wollen. Der Militärrat solle lediglich für Sicherheit und Stabilität sorgen und einer zivilen Regierung Platz machen. Stellvertreter Burhans wurde Mohammed Hamdan Dagalo, ehemals unter dem Spitznamen „Hamitti“ bzw. „Hemeti“ ein Kommandeur der Dschandschawid-Brigaden in Darfur, seit 2013 Kommandeur der Rapid Support Forces (RSF). Der Geheimdienstchef Salah Gosh trat kurz nach dem Putsch zurück.
Auch nach der Ernennung Burhans wurden die Proteste vor dem Hauptquartier der Armee über mehrere Wochen fortgesetzt, angeführt vor allem von der gewerkschaftlichen Bewegung Sudanese Professionals Association (SPA), die der neugegründeten „Allianz für Frieden und Fortschritt“ (auch: „Deklaration für Freiheit und Wandel“, englisch Alliance for Freedom and Change, AFC, bzw. Declaration of Freedom and Change Forces, DFCF) angehört. Nach Gesprächen mit Oppositionsvertretern stellte die Regierung die baldige Ernennung eines zivilen Regierungschefs in Aussicht. Saudi-Arabien und die Vereinigten Arabischen Emirate (VAE) sicherten dem Militärrat ihre Unterstützung zu, auch von Russland wurde die Militärregierung anerkannt. Demgegenüber drohte die Afrikanische Union (AU) an, Sudan zu suspendieren, wenn die Macht nicht binnen 15 Tagen abgegeben werde. Die Europäische Union erklärte ebenfalls, die Regierung nicht anerkennen zu wollen. Saudi-Arabien und die VAE sicherten Zahlungen von drei Milliarden US-Dollar an die Regierung des Sudan zu.
Am 19. April 2019 forderten Tausende Demonstranten die Machtübergabe an eine Zivilregierung. Eine für den 21. April angesetzte Veröffentlichung der Mitgliederliste einer zivilen Regierung sagte die Opposition ab. Am 22. April 2019 erklärte ein Sprecher der Protestierenden den Abbruch der Kontakte zum Militärrat, weil er ein Teil des bisherigen Regimes sei. Unterdessen schloss sich die oppositionelle National Umma Party den Protesten an.
Am 23. April beschloss die AU auf einem Sondergipfel, dem Militärrat drei Monate Zeit für eine Übergabe an eine zivile Regierung zu gewähren. Am Folgetag gründeten Militärrat und Opposition ein gemeinsames Komitee, drei Militärführer traten auf Verlangen der Demonstranten zurück. Am 27. April wurde die prinzipielle Bildung einer gemeinsamen Regierung verkündet. Die Opposition lehnte aber am 30. April das Angebot des Militärrates ab, drei von zehn Positionen besetzen zu können, und forderte die Mehrheit in dem neuen Gremium. Das Militär wiederum verlangte die Einstellung von Protestaktionen wie Straßen- und Bahnstreckenblockaden sowie der Blockade des Armee-Hauptquartiers. Am selben Tag veränderte die AU ihr Ultimatum erneut – demnach soll die Militärregierung binnen 60 Tagen die Regierungsgewalt an Zivilisten übergeben. Am 13. Mai einigten sich Militärführung und Opposition auf die Bildung eines „Souveränen Rates“, dem Angehörige beider Gruppen angehören sollen und der bis zur Neuwahl amtieren soll. Details wurden aber noch nicht vereinbart. Nach dem Tod von sechs Demonstranten am 14. Mai und der Errichtung weiterer Barrikaden setzte das Militär die Verhandlungen für einige Tage aus. Am 28. Mai begann ein auf 48 Stunden angesetzter Generalstreik gegen den schleppenden Ablauf der Verhandlungen. Unter anderem blieben Büros geschlossen und wurden Flugverbindungen gestrichen.

#### Massaker, weitere Verhandlungen und Proteste
Am frühen Morgen des 3. Juni begann das Militär, auf Demonstranten vor dem Hauptquartier der Armee zu schießen. Dabei wurden aus Ärztekreisen mehr als 100 Tote und über 300 Verletzte gemeldet; das sudanesische Gesundheitsministerium sprach nach einigen Tagen von 61 Toten, darunter auch drei Sicherheitskräfte. Journalisten sprachen von einem Massaker.
Die Sitzblockade vor dem Hauptquartier wurde im weiteren Tagesverlauf aufgelöst, die Zelte der Demonstranten verbrannt. Die Gewalt gegen die Demonstranten ging von den Rapid Support Forces des Generals Dagalo aus. Gleichzeitig war das Internet weitgehend und unbefristet gesperrt.
Zahlreiche Frauen berichteten von Vergewaltigungen und anderen sexuellen Übergriffen durch RSF-Angehörige. Die Proteste gingen unterdessen an anderen Orten weiter. Der Militärrat kündigte alle Vereinbarungen mit den Oppositionsgruppen auf, woraufhin diese ebenfalls die Kontakte mit dem Militärrat für beendet erklärten. Der Militärrat kündigte daraufhin Neuwahlen binnen sieben oder neun Monaten an.
Am 5. Juni beriet der Weltsicherheitsrat über das Geschehen im Sudan. Eine Resolution gegen das Vorgehen des Militärs scheiterte an den Gegenstimmen Chinas, Russlands und Kuwaits. Am 6. Juni suspendierte die Afrikanische Union die Mitgliedschaft des Landes, bis eine zivil geführte Übergangsregierung eingerichtet wird. Am Folgetag kam der äthiopische Ministerpräsident Abiy Ahmed zu Vermittlungsgesprächen zwischen Militärrat und Opposition nach Khartum. Nach den Verhandlungen wurden mehrere daran beteiligte Oppositionsführer festgenommen, darunter Mohammed Esmat sowie Ismail Dshallab vom Sudan People’s Liberation Movement – North (SPLM-N). Nach Angaben aus Oppositionskreisen wurden sie nach Juba im Südsudan deportiert. Am 9. Juni begann ein weiterer, diesmal als unbefristet angekündigter Generalstreik, der als „Bewegung des zivilen Ungehorsams“ angekündigt worden war.
Am 11. Juni 2019 tagte der Weltsicherheitsrat erneut. Er verurteilte die Gewalt gegen Zivilisten und rief zu erneuten Verhandlungen und zur Wahrung der Menschenrechte auf. Der Generalstreik wurde unterdessen beendet. Gleichzeitig begann unter dem Hashtag #BlueForSudan eine internationale Kampagne zur Unterstützung der oppositionellen Kräfte, die nach der Lieblingsfarbe eines der Getöteten benannt wurde.
Am 23. Juni wurde nach Bemühungen der äthiopischen Regierung eine Einigung zwischen Opposition und Militärrat verkündet. Demnach sollte vorerst ein Rat aus acht Zivilisten und sieben Militärs das Land führen. Das Militär lehnte den Vorschlag aber ab, so dass die SPA für den 30. Juni zu Protestmärschen aufrief. Ein weiterer Vorschlag, von Äthiopien und der Afrikanischen Union eingebracht, wurde am Vortag der geplanten Demonstration von den Militärs akzeptiert. Demnach soll das 15. Mitglied des Rates „unabhängig“ sein.
Bei den Demonstrationen am 30. Juni, dem 30. Jahrestag des Putsches von al-Baschir, wurden vermutlich sieben Menschen erschossen und 181 verletzt. Mit Maschinengewehren ausgerüstete Verbände der RSF waren an zahlreichen Punkten der Hauptstadt und in anderen Städten stationiert. Unterdessen wurde bekannt, dass der faktische Machthaber Dagalo für sechs Millionen US-Dollar einen Vertrag mit der kanadischen Lobbyunternehmen Dickens and Madson abgeschlossen hatte. Diese soll Dagalos Image aufbessern, für Waffenlieferungen sorgen und ein Treffen mit US-Präsident Donald Trump ermöglichen.

#### Einigung auf gemeinsame Regierung
Am 3. Juli 2019 gab das Militär bekannt, dass 235 politische Gefangene freigelassen werden sollen. In der Nacht zum 5. Juli einigten sich Militärrat und die Declaration for Peace and Change unter Vermittlung der AU und Äthiopiens darauf, für die kommenden gut drei Jahre einen gemeinsamen „Souveränen Rat“ zu bilden. Er soll 21 Monate unter militärischer, dann 18 Monate unter ziviler Führung stehen. Er soll aus je fünf Militärs und Zivilisten sowie einer elften, von beiden Gruppen akzeptierten Person bestehen. Am Ende der Übergangsphase sollen demokratische Wahlen abgehalten werden.

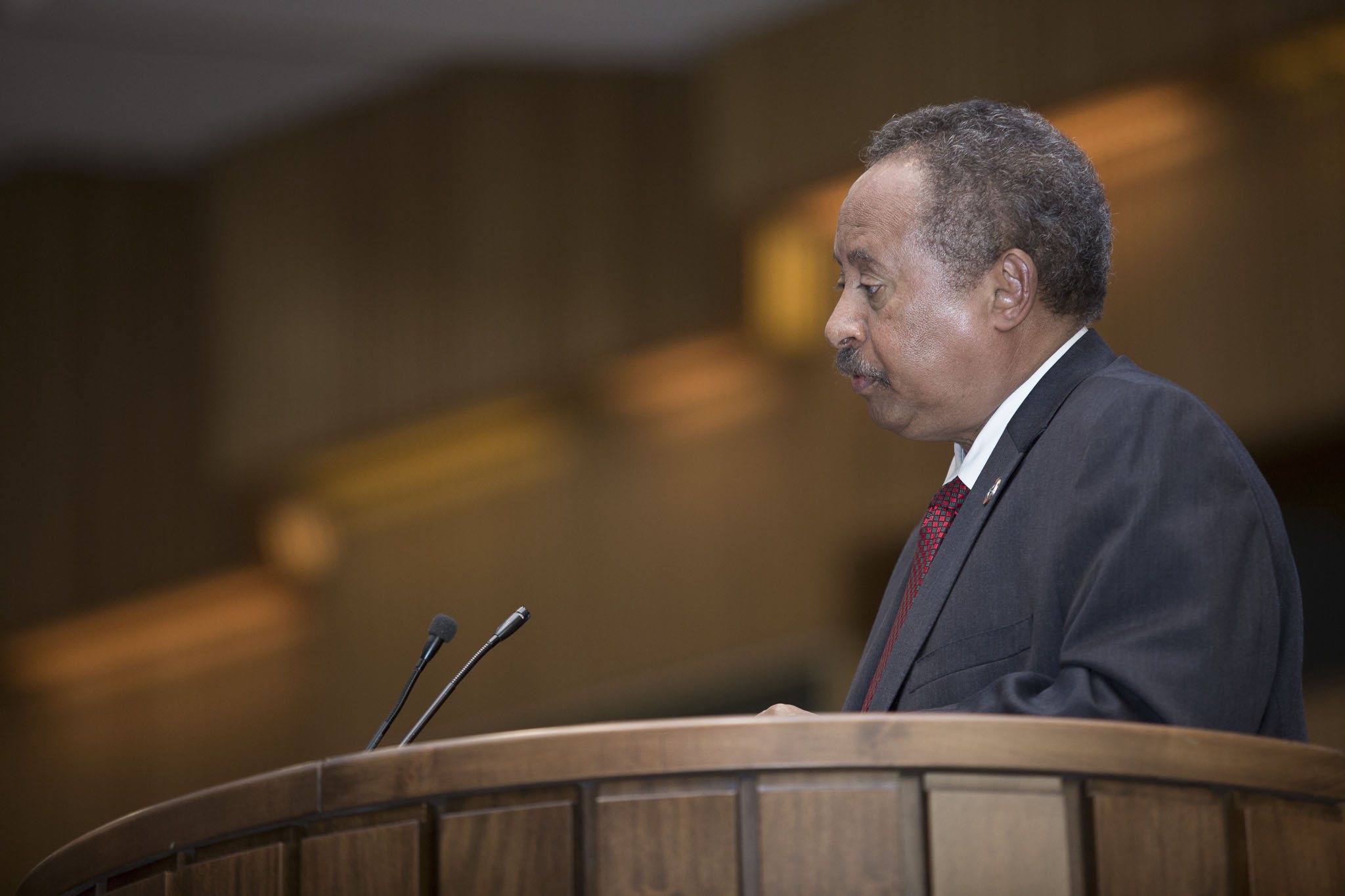
Abdalla Hamdok (2017)

Am 8. Juli wurden die Internet-Verbindungen landesweit wiederhergestellt. Am 11. Juli kam es laut Angaben des Militärrats zu einem gescheiterten Putschversuch ehemaliger und aktiver Offiziere. Dadurch verzögerte sich aber die Unterzeichnung des Vertrages zwischen Militärrat und Opposition; sie erfolgte schließlich am 17. Juli. Am 31. Juli ließ der weiterhin regierende Militärrat alle Schulen des Landes schließen, nachdem bei Schülerdemonstrationen gegen Polizeigewalt in El-Obeid vier Schüler von Sicherheitskräften erschossen worden waren. Anfang August einigten sich Militärrat und Opposition auf Verfassungsänderungen. Die zukünftige Übergangsregierung soll von einem Premierminister geleitet werden und bis auf den Innen- und Verteidigungsminister aus Zivilisten bestehen. Das Übergangsparlament soll 300 Abgeordnete haben, von denen 200 den Forces of Freedom and Change (FFC, zuvor als AFC bzw. DFCF bekannt) und die übrigen anderen Oppositionsparteien angehören sollen. Am 4. August wurde die entsprechende Vereinbarung paraphiert, darunter von Oppositionsführer Ahmad al-Rabiah, einem Lehrer. Als Premierminister nominierte die FFC den Wirtschaftswissenschaftler Abdalla Hamdok. Am 17. August wurde der Vertrag schließlich im Beisein zahlreicher ausländischer Würdenträger unterzeichnet.

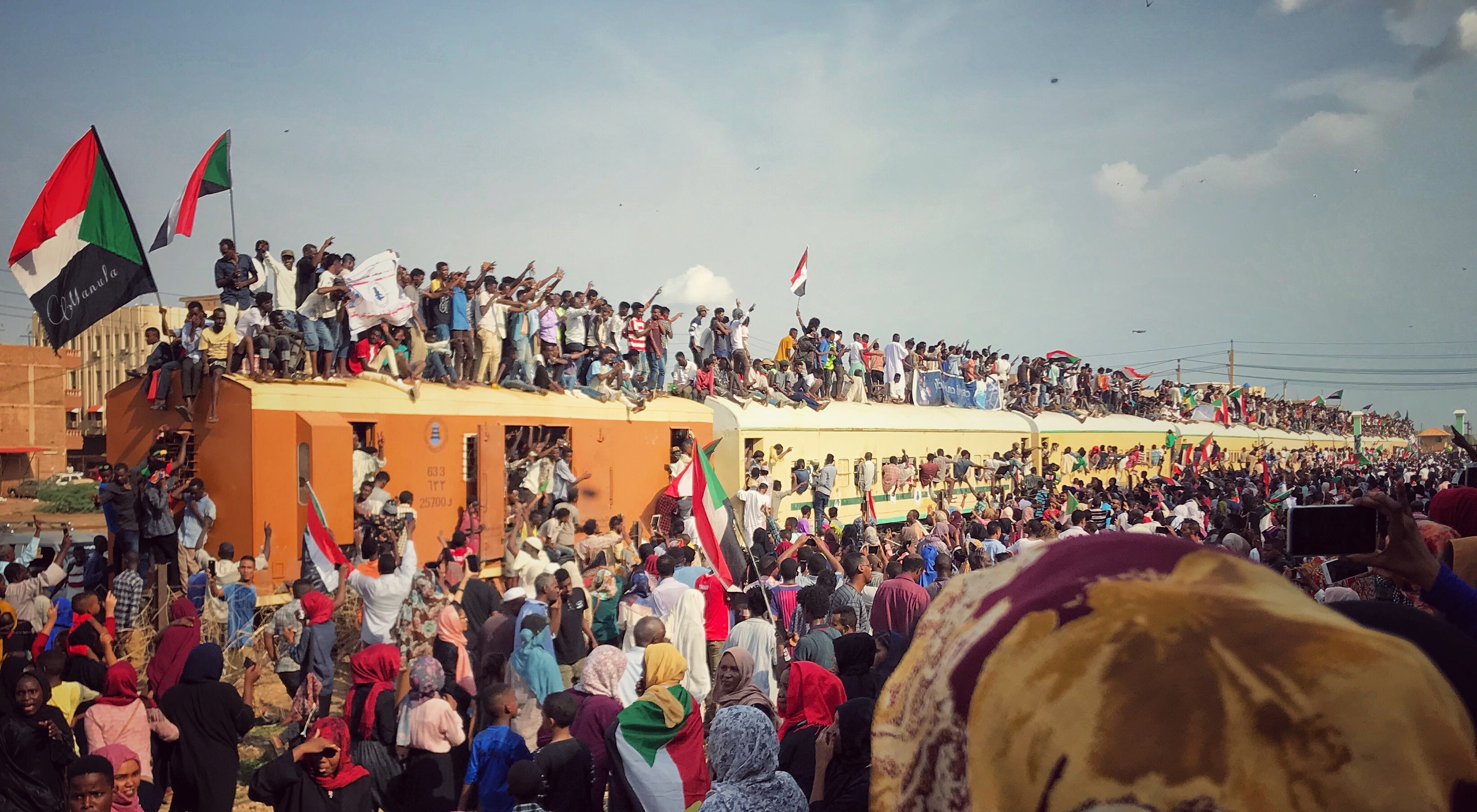
Bewohner Khartums am 21. August 2019

Am 21. August 2019 wurde der „Souveräne Rat“ vereidigt, darunter Burhan als Vorsitzender und – auf Seiten der Zivilisten – zwei Frauen, von denen eine Christin ist. Zu den militärischen Mitgliedern gehört Mohammed Hamdan Dagalo. Am selben Tag wurde Premierminister Hamdok in sein Amt eingeführt. Dem am 9. September vereidigten Kabinett gehören unter anderem Asma Mohamed Abdalla als erste sudanesische Außenministerin, der ehemalige Chef des Militärgeheimdienstes unter Baschir Dschamal Aldin Omar († 2020) als Verteidigungsminister und Ibrahim Elbadawi als Finanzminister an.